# آسترو (گروه موسیقی)
آسترو (انگلیسی: Astro; کره‌ای: 아스트로) گروه پسرانهٔ اهل کره جنوبی شکل گرفته توسط فنتجیو در سال ۲۰۱۶ است. این گروه شامل چهار عضو است: ام‌جی، جین‌جین، چا اون وو و یون سان ها. این گروه در ابتدا شش نفره بود که راکی در ۲۸ فوریه ۲۰۲۳ گروه را ترک کرد و مون‌بین در ۱۹ آوریل ۲۰۲۳ درگذشت. آسترو در ۲۳ فوریه ۲۰۱۶ فعالیت خود را با انتشار آلبوم چندآهنگهٔ اسپرینگ آپ آغاز کرد و در پی انتشار آن، توسط بیلبورد به عنوان یکی از بهترین گروه‌های تازه‌کار کی-پاپ سال ۲۰۱۶ نامگذاری شد.

## حرفه

### پیش از آغاز فعالیت
اعضای گروه آسترو زمانیکه به عنوان بخشی از فنتجیو آی‌تین، یک برنامهٔ توسعهٔ استعدادهای تازه‌کار، زیر نظر آژانس مدیریتی فنتجیو آموزش می‌دیدند، با نام آی‌تین بویز شناخته می‌شدند. نام این گروه و اعضای گروه در اوت ۲۰۱۵ اعلام شد. در همان ماه، آنها در یک مجموعهٔ اینترنتی به نام ادامه دارد ایفای نقش کردند. در این مجموعه، اعضای گروه در نقش خودشان و همچنین کیم سه-رون، سو کانگ جون و هلو ونوس حضور داشتند.
در ژانویه ۲۰۱۶، اعضای آسترو در ریلتی شوی خودشان به نام آسترو اکی! رِدی حضور پیدا کردند که از ام‌بی‌سی اوری۱ در ساعت ۱۹ (کی‌اس‌تی) روی آنتن رفت.

## اعضا
- ام‌جی (엠제이)
- جین‌جین (진진)
- چا اون وو (차은우)
- یون سان ها (윤산하)

### پیشین
- مون‌بین (문빈)
- راکی (라키)[۳]